# Distretto di Yaodu
Il distretto di Yaodu (尧都区S, Yáodū QūP) è un distretto della Cina, situato nella provincia dello Shanxi e amministrato dalla prefettura di Linfen.